# Андовер (Илиноис)
Андовер (енгл. Andover) град је у америчкој савезној држави Илиноис.

## Демографија
По попису из 2010. године број становника је 578, што је 16 (-2,7%) становника мање него 2000. године.
| Група             | 2000.       | 2010.       |
| Белци             | 580 (97,6%) | 559 (96,7%) |
| Афроамериканци    | 0 (0,0%)    | 0 (0,0%)    |
| Азијати           | 5 (0,8%)    | 0 (0,0%)    |
| Хиспаноамериканци | 5 (0,8%)    | 14 (2,4%)   |
| Укупно            | 594         | 578         |